# غولينه أتاي
غولينه أتاي (Golineh Atai) من مواليد طهران عام 1974 وهي ألمانية من أصل إيراني تعمل كمراسلة تلفزيونية. انتقلت مع والديها إلى ألمانيا وهي في سن الخامسة. انهت تحصيلها الجامعي في مدينة هايدبلبيرغ جنوب ألمانيا في تخصصات اللغة الرومانسية اللاتينة بالإضافة إلى العلوم السياسية والدراست الإسلامية. عملت مراسلة للقناة الألمانية الأولى ARD في القاهرة من أبريل 2006 وحتى مايو 2008.

## مواقع إلكترونية
- Mitarbeiterin im Studio Moskau (بالألمانية)

## روابط خارجية
- غولينه أتاي على موقع IMDb (الإنجليزية)
- غولينه أتاي على موقع مونزينجر (الألمانية)
- غولينه أتاي على موقع قاعدة بيانات الفيلم (الإنجليزية)